# Agyllia agylla
Agyllia agylla is een vlinder uit de familie van de dikkopjes (Hesperiidae). De wetenschappelijke naam van de soort is voor het eerst gepubliceerd in 1889 door Roland Trimen.
De soort komt voor in Botswana, Zuid-Afrika en Lesotho.